# Mongardino
Mongardino är en ort och kommun i provinsen Asti i regionen Piemonte i Italien. Kommunen hade 894 invånare (2018).